# Hans-Dieter Hosalla
Hans-Dieter Hosalla (* 8. Dezember 1919 in Erfurt; † 18. August 1995 in Berlin) war ein deutscher Komponist und Bühnenmusiker.

## Leben
Hans-Dieter Hosalla wurde am 8. Dezember 1919 in Erfurt geboren und schloss 1939 seine Lehre als Kaufmannsgehilfe ab. Im Zweiten Weltkrieg wurde er mit mehreren hohen Auszeichnungen geehrt und noch am 3. Mai 1945 zum Oberleutnant der Reserve befördert. Nach seinem Studium in den Fächern Klavier, Dirigieren und Komposition 1946/1947 am Thüringer Landeskonservatorium in Erfurt und 1947/1948 an der Staatlichen Hochschule für Musik in Weimar, arbeitete er am Landestheater Meiningen und dann freischaffend für das Kabarett, bevor er 1951 nach Berlin an die neugegründete Fachschule für künstlerischen Tanz ging. Von 1953 bis 1956 war er dort als Leiter der Musikabteilung und Komponist tätig. Mit der Spielzeit 1956/57 wechselte er zum Berliner Ensemble, wo er bis 1984 als Komponist, musikalischer Leiter, musikalischer Oberleiter und dann als musikalischer Direktor wirkte.
Neben vielen Kompositionen von eigenständigen Liedern, war er auf verschiedenen Tonträgern vertreten und schuf für diverse Hörspiele die Musik.
Hans-Dieter Hosalla war in erster Ehe mit der am 30. März 1984 verstorbenen Tänzerin Brigitte Hosalla  und anschließend mit Gisela Hosalla verheiratet. Er starb am 18. August 1995 in Berlin.

## Filmografie
- 1957: Mutter Courage und ihre Kinder (Theateraufzeichnung)
- 1958: Der junge Engländer
- 1958: Die Geschichte vom armen Hassan
- 1960: Leute mit Flügeln
- 1960: Einer von uns
- 1961: Professor Mamlock
- 1961: Das hölzerne Kälbchen
- 1961: Licht für Palermo (Dokumentarfilm)
- 1962: … und deine Liebe auch
- 1963: Julia lebt
- 1963: Nebel
- 1964: Der geteilte Himmel
- 1965: Denk bloß nicht, ich heule
- 1969: Nebelnacht
- 1970: Unter den Linden – Geschichte und Geschichten (Fernsehfilm)
- 1971: Optimistische Tragödie (Fernsehfilm)
- 1972: Leichensache Zernik
- 1973: Apachen
- 1974: Der aufhaltsame Aufstieg des Arturo Ui (Theateraufzeichnung)
- 1977: Die alte neue Welt
- 1989: Großer Frieden (Theateraufzeichnung)

## Theater
- 1956: Ulrich Becher: Feuerwasser –  Regie: Fritz Wisten (Volksbühne Berlin)
- 1956: Leonid Solowjow: Der fröhliche Sünder – Regie: Margit Glaser (Staatliche Schauspielschule Berlin im Kabarett-Theater Distel Berlin)
- 1956: Hans-Dieter Hosalla: Flandrische Ballade (Ballett) – Choreographie: Marianne Vogelsang (Staatliche Ballettschule Berlin)
- 1957: Georg Kaiser: David und Goliath – Regie: Gerhard Klingenberg (Maxim-Gorki-Theater Berlin)
- 1958: Wsewolod Wischnewski: Optimistische Tragödie – Regie: Manfred Wekwerth/Peter Palitzsch (Berliner Ensemble)
- 1959: Bertolt Brecht: Der aufhaltsame Aufstieg des Arturo Ui – Regie: Manfred Wekwerth/Peter Palitzsch (Berliner Ensemble)
- 1960: Bertolt Brecht: Die Dreigroschenoper – Regie: Erich Engel (Berliner Ensemble)
- 1961: Helmut Baierl: Frau Flinz – Regie: Manfred Wekwerth/Peter Palitzsch (Berliner Ensemble)
- 1963: Molière: Der eingebildet Kranke (Pantomime) – Regie: Ingeborg Ungnad (Komische Oper Berlin)
- 1964: Seán O’Casey: Purpurstaub – Regie: Hans-Georg Simmgen (Bühnen der Stadt Gera)
- 1966: Peter Hacks: Der Schuhu und die fliegende Prinzessin – Regie: Uta Birnbaum (Hochschule für Schauspielkunst „Ernst Busch“ Berlin im Berliner Arbeiter-Theater)
- 1966: Iwan Kotscherga: Der Uhrmacher und das Huhn – Regie: Kurt Veth (Maxim-Gorki-Theater Berlin)
- 1966: Jens Bjørneboe: Die Vogelfreunde – Regie: ? (Nationaltheater Oslo/Norwegen)
- 1967: Bertolt Brecht: Der Brotladen (Brecht-Abend Nr. 4) – Regie: Manfred Karge/Matthias Langhoff (Berliner Ensemble)
- 1968: Bertolt Brecht: Die heilige Johanna der Schlachthöfe – Regie: Manfred Wekwerth/Joachim Tenschert (Berliner Ensemble)
- 1969: Helmut Baierl: Johanna von Döbeln – Regie: Manfred Wekwerth/Helmut Rabe (Berliner Ensemble)
- 1969: Rolf Schneider: Dieb und König – Regie: Peter Palitsch (Berliner Ensemble)
- 1971: Seán O’Casey: Kikeriki – Regie: Werner Hecht/Hans-Georg Voigt (Berliner Ensemble)
- 1973: Bertolt Brecht: Turandot oder Der Kongress der Weißwäscher – Regie: Peter Kupke/Wolfgang Pintzka (Berliner Ensamble)
- 1974: Federico García Lorca: Bernarda Albas Haus (Ballett) – Choreographie: Grita Krätke (Deutsche Staatsoper Berlin)
- 1974: Bertolt Brecht: Leben Eduards des Zweiten von England – Regie: Ekkehard Schall/Barbara Berg (Berliner Ensemble)
- 1976: Johann Nestroy: Der Unbedeutende – Regie: Karl von Appen/Hein Trilling (Berliner Ensemble)
- 1977: Jakob Michael Reinhold Lenz: Der Hofmeister – Regie: Peter Kupke (Berliner Ensemble)
- 1979: Volker Braun: Großer Frieden – Regie: Manfred Wekwerth/Joachim Tenschert (Berliner Ensemble)
- 1979: Ben Jonson: Bartholomäus-Markt – Regie: Peter Kupke (Berliner Ensemble)
- 1980: Volker Braun: Simplex Deutsch – Regie: Piet Drescher (Berliner Ensemble – Probebühne)
- 1980: Bertolt Brecht: Furcht und Elend des Dritten Reiches – Regie: Wolfgang Pintzka (Nationaltheater Oslo/Norwegen)

## Hörspiele (Auswahl)
- 1959: Georg Büchner: Woyzeck – Regie: Martin Flörchinger (Hörspiel – Rundfunk der DDR)
- 1962: Gerhard Stübe: Das Südpoldenkmal – Regie: Fritz Göhler (Hörspiel – Rundfunk der DDR)
- 1970: Wilhelm Hauff: Der Zwerg Nase/Das Märchen vom falschen Prinzen – Regie: Joachim Herz (Kinderhörspiel –  Litera)
- 1970: Wilhelm Hauff: Die Geschichte vom kleinen Muck/Die Geschichte vom Kalif Storch – Regie: Joachim Herz (Kinderhörspiel – Litera)
- 1970: Hans Christian Andersen: Die Nachtigall/Das häßliche junge Entlein – Regie: Dieter Scharfenberg (Kinderhörspiel – Litera)
- 1972: Brüder Grimm: Tischlein deck dich/Das blaue Licht – Regie: Dieter Scharfenberg (Kinderhörspiel – Litera)
- 1973: Brüder Grimm: Der Hase und der Igel – Regie: Dieter Scharfenberg (Kinderhörspiel – Litera)
- 1974: Brüder Grimm: Die kluge Bauerntochter – Regie: Dieter Scharfenberg (Kinderhörspiel – Litera)
- 1975: Brüder Grimm: Der gestiefelte Kater/Der Trommler – Regie: Dieter Scharfenberg (Kinderhörspiel – Litera)
- 1975: Peter Hacks: Der Schuhu und die fliegende Prinzessin – Regie: Horst Liepach (Hörspiel – Rundfunk der DDR)
- 1988: Peter Handke: Brieflein, Brieflein, du wirst wandern – Regie: Norbert Speer (Hörspiel – Rundfunk der DDR)

## Auszeichnungen
- 1960: Johann-Gottfried-Herder-Medaille[3]
- 1961 (?): Nationalpreis der DDR[4]
- 1963: Heinrich-Greif-Preis 1. Klasse im Kollektiv für den Film … und deine Liebe auch[5]
- 1967: Kritikerpreis der Berliner Zeitung für die Bühnenmusik zu Der Brotladen[6]
- 1968: Kunstpreis der DDR[7]
- (?): Vaterländischer Verdienstorden in Silber[3]
- (?): Ernennung zum Musikdirektor[3]